# 成宥利
成宥利（韓語：성유리，1981年3月3日—）是一名韓國女歌手和演員。

## 生平
成宥利於德國出生，父母在她4歲的時候舉家回國。1998年，成宥利與李孝利、玉珠铉、李真組成的Fin.K.L.並於該年3月首次登台，5月推出首張專輯──《Blue Rain 》，正式出道。經過幾張專輯後，Fin.K.L.等4人各自發展，而成宥利專注於電視劇的演出，陸續出演《快刀洪吉童》、《吞噬太陽》。2009年，拍攝了首部主演的電影《兔子與蜥蜴》。
成宥利的經紀公司在2017年5月16日表示，成宥利已於15日與交往4年的高爾夫球選手安勝賢結婚。
2021年7月成宥利在IG用手寫信分享喜悅終於等到愛的結晶，「我們家庭終於迎來了可愛的孩子，而且不只一位，是兩位，信中提到給雙胞胎的胎名分別是「小愛」以及「幸福」，並於2022/01/07誕下雙胞胎女兒。

## 演藝事業

### Fin.K.L.時期
Fin.K.L.全名為Fine Killing Liberty，中文有釋放自由的意思。成宥利大概17歲的時候，被經理人在她參與的一次繪畫比賽中看中，成為Fin.K.L.的其中一位成員。1998年5月，Fin.K.L.推出首張專輯《Blue Rain》，歌曲以Hip-hop、R&B為主。專輯170萬張的銷售量，使她們壓過當時的另一個當紅女子組合──S.E.S.，成為銷量冠軍。其後的專輯《White》、《Now》、《Memories & Melodies》等都有相當好的成績。Fin.K.L.作為韓國第一女子團體，留下了無數的輝煌，是韓國樂壇史上第一支獲得過樂壇最高榮譽——年度歌謠大賞的女子組合。2002年4月開始，Fin.K.L.的各成員開始獨自發展，但並未宣佈解散。2005年一同發表數字單曲專輯后沒有再合作，但是Fin.K.L.在韓國樂壇的號召力和影響力依然無可比擬，眾多新生代女子團體都以Fin.K.L.為奮斗目標。

### 個人發展時期
2002年， 成宥利參與電視劇《壞女孩》的拍攝而正式成為演員。同年年底，她以主演身份接拍了為四集的短劇《馬上馬下》，其後，成宥利主演的《千年之愛》、《皇太子的初戀》、《精彩的一天》等劇都有不錯的成績。2002年至2004年期間，成宥利曾擔任電視節目與多項音樂和電視頒獎禮的主持。她也曾客串過兩電影，分別是《緊急措施19號》及《How To Keep My Love》。2006年11月，她主演的《雪之女王》非常受年輕觀眾的喜愛，並於該年年尾的KBS演技大賞獲得人氣獎以及與炫彬一同奪得最佳情侶賞。2008年初，成宥利與姜至奐合演的電視喜劇《快刀洪吉童》也同樣很受網友的喜愛， 使她奪得多個獎項。2009年， 她拍攝了電視劇《吞噬太陽》和首部主演的電影《兔子與蜥蜴》。

## 音乐作品
Fin.K.L.
- 1998年5月20日發行《Blue Rain》(正歸1輯)
- 1999年5月13日發行《White》(2輯)
- 1999年10月12日發行《Fin.KL 1999年 首場LIVE演唱會DVD》
- 1999年11月24日發行《SPECIAL》(2.5輯)
- 2000年10月6日發行《Now》(3輯)
- 2001年4月13日發行《Memories & Melodies》(3.5輯)
- 2002年3月8日發行《永遠》(4輯)
- 2005年10月19日《Fine Killing Liberty (Digital Single) Fine Killing Liberty》（數字單曲專輯）
- 2005年12月15日<FOREVER FIN.KL 1998-2005> DVD
- 2019年8月19日《FIN.KL BEST ALBUM》(CD+黑膠唱片 特別收入由成員親自填詞寫給粉絲的歌「像留下的歌一樣」)

## 影视作品

### 電視劇
- 2002年：SBS《壞女孩》飾演 韓烈梅
- 2002年：MBC《馬上馬下》
- 2003年：網路劇《你房我房》飾演 李俞貞
- 2003年：SBS《千年之愛》飾演 扶餘公主
- 2004年：MBC《皇太子的初戀》飾演 金有彬
- 2006年：MBC《精彩的一天》飾演 徐荷娜/朴慧嫄
- 2006年：KBS《雪之女王》飾演 金寶拉
- 2008年：KBS《快刀洪吉童》飾演 許以璐
- 2009年：SBS《吞噬太陽》飾演 李秀賢
- 2011年：KBS《浪漫小鎮》飾演 盧順錦
- 2012年：MBC《神的晚餐》飾演 高俊英
- 2013年：SBS《出生的祕密》飾演 鄭怡賢/允熙
- 2016年：MBC《Monster》飾演 吳秀妍/車靜恩

### 電影
- 2002年：《緊急措施19號》（客串）
- 2004年：《我男朋友的羅曼史》（客串）
- 2009年：《兔子和蜥蜴》（Rabbit and Lizard）
- 2012年：《車警官》
- 2013年：《姐姐》
- 2014年：《小綠與跟踪狂大叔 (微電影)》
- 2015年：《對不起 我愛你 謝謝你》飾演 韓書靜

### MV
- 2003年：2Shai《Love Letter》
- 2007年：尹健《莫非》
- 2010年：勇敢兄弟《我說我想哭》
- 2011年：成宥利《一個人》（與朴廣賢）

## 主持
- 2013年~2015年：SBS《Healing Camp》
- 2019年：JTBC《Camping Club》

## 獎項

### 音樂
- 1998年：賣力迪斯可新人獎
- 1998年：漢城歌謠大賞女子新人獎
- 1998年：KBS歌謠大賞10大歌手獎
- 1998年：KMTV98最優秀女子新人獎
- 1999年：賣力迪斯可大獎
- 1999年：漢城歌謠大賞本獎及大獎
- 1999年：KMTV98最優秀女子組合獎
- 1999年：KBS歌謠大賞本獎
- 1999年：MBC歌謠決戰本獎
- 1999年：SBS歌謠大戰本獎及大獎
- 2000年：M-NET最佳女子組合獎
- 2000年：賣力迪斯可大獎
- 2000年：漢城歌謠大賞本獎及大獎
- 2000年：KMTV98歌謠大戰最優秀女子組合獎
- 2000年：KBS歌謠大賞本獎
- 2000年：MBC歌謠決戰本獎及10大歌手獎
- 2000年：SBS歌謠大戰本獎
- 2001年：漢城歌謠大賞本獎
- 2001年：KMTV98歌謠大戰最優秀女子組合獎
- 2001年：KBS歌謠大賞本獎
- 2001年：MBC歌謠決戰本獎
- 2001年：SBS歌謠大戰本獎

### 電視
2002年
- KBS演藝大賞－新人MC獎
- SBS演技大賞－新星獎（《壞女孩》）

2003年
- SBS演技大賞－網民票選人氣獎（《千年之愛》）
- SBS特別策劃演技賞－10大明星獎（《千年之愛》）

2006年
- MBC演技大賞－迷你劇演技獎（《精彩的一天》）
- KBS演技大賞－人氣女演員獎（《雪之女王》）
- KBS演技大賞－最佳銀幕情侶獎（與玄彬，《雪之女王》）

2008年
- 第44屆百想藝術大賞－電視類最具人氣獎（《快刀洪吉童》）
- KBS演技大賞－人氣女演員獎（《快刀洪吉童》）
- KBS演技大賞－最佳熒幕情侶獎（與姜至奐，《快刀洪吉童》）

2012年
- MBC演技大賞－特別企劃部門 女子最優秀演技獎（《神的晚餐》）

2013年
- 第7屆SBS演藝大賞－女子優秀獎（《Healing Camp》）
- SBS 演技大賞－迷你劇類 女子優秀演技獎（《出生的祕密》）

2014年
- 第8屆SBS演藝大賞－TV部門-製作人賞（《Healing Camp》）

## 备注
1. ↑  德國是血統主義國家，因此她不具有德國國籍。

## 外部連結
- 官方網站
- 成宥利的新浪微博
- 成宥利的Instagram帳戶